# برذرز: أه تايل أوف تو سنز
برذرز: أه تايل أوف تو سَنز (بالإنجليزية: Brothers: A Tale of Two Sons؛ يترجم حرفياً كـ « شقيقان: حكاية إبنين »)‏ هي لعبة فيديو مغامرات من تطوير ستاربريز ستوديوز ونشر 505 جيمز. واتصدرت اللعبة على إكس بوكس 360، و‌مايكروسوفت ويندوز، و‌بلاي ستيشن 3، و‌بلاي ستيشن 4، و‌إكس بوكس ون، و‌آي أو إس، و‌أندرويد، و‌ويندوز فون. اللعبة من تأليف المخرج السويدي من أصل لبناني جوزيف فارس.

## قصة اللعبة
تبدأ القصة مع زيارة صبي يدعى Naiee لقبر والدته حزينا بعد أن ماتت غرقا امام عينيه محاولا إنقاذها، الذي استمر في الحياة خائفا من الماء، شقيقه الأكبر، Nayaa، صرخ فيه طلبا لمساندته ونقل والدهم المريض واخذه إلى الطبيب في القرية، والذي بدوره يقول لهم السبيل الوحيد لإنقاذه هو عن طريق شرب ماء شجرة الحياة. الاخوان شرعا في رحلتهم عبر القرية والتلال والجبال، مواجهين التحديات على اشكالها. صانعين الخير مع الآخرين على طول الطريق مثل تحرير زوجة صياد من السجن، ردع رجل يحاول الانتحار، باحثين عن شجرة الحياة لعلاج والدهما.